# Copa d'Or de la CONCACAF de 2015
La Copa d'Or de la CONCACAF de 2015 va ser la tretzena edició de la Copa d'Or de la CONCACAF. Els Estats Units i el Canadà en van ser els amfitrions. El torneig es va disputar entre el 7 i 26 de juliol en 14 estadis diferents entre els 2 països.

## Nacions participants
| Equip                                                                 | Classificació       | Participacions en el torneig | Rècord                                         |
| Zona nord-americana                                                   | Zona nord-americana | Zona nord-americana          | Zona nord-americana                            |
| --------------------------------------------------------------------- | ------------------- | ---------------------------- | ---------------------------------------------- |
| Estats Units                                                          | Co-Amfitrió         | 13                           | Guanyador (1991, 2002, 2005, 2007, 2013)       |
| Mèxic                                                                 | Automàtica          | 13                           | Guanyador (1993, 1996, 1998, 2003, 2009, 2011) |
| Canadà                                                                | Co-Amfitrió         | 12                           | Guanyador (2000)                               |
| Zona caribenya classificats per la Copa del Carib de 2014             |                     |                              |                                                |
| Jamaica                                                               | Guanyador           | 9                            | Tercer lloc (1993)                             |
| Trinitat i Tobago                                                     | Subcampió           | 9                            | Semifinals (2000)                              |
| Haití                                                                 | Tercer lloc         | 6                            | Quarts de final (2002, 2009)                   |
| Cuba                                                                  | Quart Lloc          | 8                            | Quarts de final (2003, 2013)                   |
| Zona centreamericana classificats per la Copa Centreamericana de 2014 |                     |                              |                                                |
| Costa Rica                                                            | Guanyador           | 12                           | Subcampió (2002)                               |
| Guatemala                                                             | Subcampió           | 10                           | Quart lloc (1996)                              |
| Panamà                                                                | Tercer lloc         | 7                            | Subcampió (2005, 2013)                         |
| El Salvador                                                           | Quart lloc          | 9                            | Quarts de final (2002, 2003, 2011, 2013)       |
| Play-off entre la Zona centreamericana i la Zona caribenya            |                     |                              |                                                |
| Hondures                                                              | Play-off            | 12                           | Subcampió (1991)                               |

## Estadis
Fins a 14 estadis entre els Estats Units i el Canadà van acollir partits de la competició.
| East Rutherford (àrea de Nova York) | Charlotte (Carolina del Nord) | Atlanta                        | Baltimore                                 | Filadèlfia                   |  |
| ----------------------------------- | ----------------------------- | ------------------------------ | ----------------------------------------- | ---------------------------- |  |
| MetLife Stadium                     | Bank of America Stadium       | Georgia Dome                   | M&T Bank Stadium                          | Lincoln Financial Field      |  |
| Capacitat: 82.566                   | Capacitat: 74.455             | Capacitat: 74.228              | Capacitat: 61.008                         | Capacitat: 69.176            |  |
| MetLife Stadium                     | Bank of America Stadium       | Georgia Dome                   | M&T Bank Stadium                          | Lincoln Financial Field      |  |
| Foxborough (àrea de Boston)         | Chicago                       |                                | Glendale (àrea de Phoenix)                | Carson (àrea de Los Angeles) |  |
| Gillette Stadium                    | Soldier Field                 |                                | University of Phoenix Stadium             | StubHub Center               |  |
| Capacitat: 68.756                   | Capacitat: 63.500             |                                | Capacitat: 63.400                         | Capacitat: 30.510            |  |
| Gillette Stadium                    | Soldier Field                 |                                | University of Phoenix Stadium             | StubHub Center               |  |
| Houston                             | Toronto                       | Frisco, Texas (àrea de Dallas) | Chester, Pensilvània (àrea de Filadèlfia) | Kansas City                  |  |
| BBVA Compass Stadium                | BMO Field                     | Toyota Stadium                 | PPL Park                                  | Sporting Park                |  |
| Capacitat: 22.039                   | Capacitat: 30.991             | Capacitat: 20.500              | Capacitat: 18.500                         | Capacitat: 18.467            |  |
| BBVA Compass Stadium                | BMO Field                     | Toyota Stadium                 | PPL Park                                  | Sporting Park                |  |

## Fase de grups

### Grup A
| Equip        | PJ | PG | PE | PP | GF | GC | DG | Pts |
| ------------ | -- | -- | -- | -- | -- | -- | -- | --- |
| Estats Units | 3  | 2  | 1  | 0  | 4  | 2  | +2 | 7   |
| Haití        | 3  | 1  | 1  | 1  | 2  | 2  | +0 | 4   |
| Panamà       | 3  | 0  | 3  | 0  | 3  | 3  | +0 | 3   |
| Hondures     | 3  | 0  | 1  | 2  | 2  | 4  | -2 | 1   |

### Grup B
| Equip       | PJ | PG | PE | PP | GF | GC | DG | Pts |
| ----------- | -- | -- | -- | -- | -- | -- | -- | --- |
| Jamaica     | 3  | 2  | 1  | 0  | 4  | 2  | +2 | 7   |
| Costa Rica  | 3  | 0  | 3  | 0  | 3  | 3  | +0 | 3   |
| El Salvador | 3  | 0  | 2  | 1  | 1  | 2  | -1 | 2   |
| Canadà      | 3  | 0  | 2  | 1  | 0  | 1  | -1 | 2   |

### Grup C
| Equip             | PJ | PG | PE | PP | GF | GC | DG | Pts |
| ----------------- | -- | -- | -- | -- | -- | -- | -- | --- |
| Trinitat i Tobago | 3  | 2  | 1  | 0  | 9  | 5  | +4 | 7   |
| Mèxic             | 3  | 1  | 2  | 0  | 10 | 4  | +6 | 5   |
| Cuba              | 3  | 1  | 0  | 2  | 1  | 8  | -7 | 3   |
| Guatemala         | 3  | 0  | 1  | 2  | 1  | 4  | -3 | 1   |

## Fase final
|  | Quarts de final                | Quarts de final        |                             |        | Semifinals   | Semifinals  |  |  | Final                  | Final |
|  |                                |                        |                             |        |              |             |  |  |                        |       |
|  | 18 de juliol - Baltimore       |                        |                             |        |              |             |  |  |                        |       |
|  |                                |                        |                             |        |              |             |  |  |                        |       |
|  | Estats Units                   | 6                      |                             |        |              |             |  |  |                        |       |
|  | Estats Units                   | 6                      | 22 de juliol - Atlanta      |        |              |             |  |  |                        |       |
|  | Cuba                           | 0                      |                             |        |              |             |  |  |                        |       |
|  | Cuba                           | 0                      | Estats Units                | 1      |              |             |  |  |                        |       |
|  | 18 de juliol - Baltimore       |                        | Estats Units                | 1      |              |             |  |  |                        |       |
|  |                                | Jamaica                | 2                           |        |              |             |  |  |                        |       |
|  | Haití                          | Jamaica                | 2                           | 0      |              |             |  |  |                        |       |
|  | Haití                          |                        | 26 de juliol - Philadelphia | 0      |              |             |  |  |                        |       |
|  | Jamaica                        | 1                      |                             |        |              |             |  |  |                        |       |
|  | Jamaica                        | 1                      | Jamaica                     | 1      |              |             |  |  |                        |       |
|  | 19 de juliol - East Rutherford |                        | Jamaica                     | 1      |              |             |  |  |                        |       |
|  |                                | Mèxic                  | 3                           |        |              |             |  |  |                        |       |
|  | Trinitat i Tobago              | Mèxic                  | 3                           | 1 (5)  |              |             |  |  |                        |       |
|  | Trinitat i Tobago              | 22 de juliol - Atlanta |                             | 1 (5)  |              |             |  |  |                        |       |
|  | Panamà                         | 1 (6)                  |                             |        |              |             |  |  |                        |       |
|  | Panamà                         | 1 (6)                  | Panamà                      | 1      | Tercer lloc  | Tercer lloc |  |  |                        |       |
|  | 19 de juliol - East Rutherford |                        | Panamà                      | 1      | Tercer lloc  | Tercer lloc |  |  |                        |       |
|  |                                | Mèxic                  | 2                           |        |              |             |  |  |                        |       |
|  | Mèxic                          | Mèxic                  | 2                           | 1      | Estats Units | 1 (2)       |  |  |                        |       |
|  | Mèxic                          |                        |                             | 1      | Estats Units | 1 (2)       |  |  |                        |       |
|  | Costa Rica                     | 0                      |                             | Panamà | 1 (3)        |             |  |  |                        |       |
|  | Costa Rica                     | 0                      |                             |        | 1 (3)        |             |  |  |                        |       |
|  |                                |                        |                             |        |              |             |  |  | 25 de juliol - Chester |       |
|  |                                |                        |                             |        |              |             |  |  |                        |       |